# پنبه نسوز

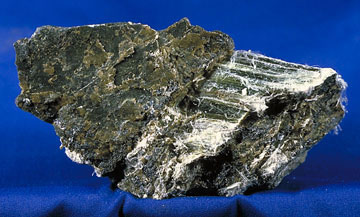
پنبهٔ کوهی

آزبست یا پنبهٔ نسوز یا پنبهٔ کوهی (به انگلیسی: Asbestos) که در علم زمین‌شناسی به کانی نامهربان معروف است، در اصل یک کانی سیلیکاتی حاصل از ماگما و در واقع نوعی سنگ آذرین بیرونی و به همین دلیل، ریزبلور است. و به‌طور کلی نام گروهی از ترکیب‌های معدنی منیزیم و سیلیسیم است که بیشتر در طبیعت به‌صورت الیاف معدنی و سنگ یافت می‌شود. این مواد به خاطر مقاومت زیادی که در برابر گرما و آتش دارند به عنوان مواد نسوز به‌کار می‌روند. گاهی به این ماده «پشم شیشه» نیز گفته می‌شود. در ساختمان پنبهٔ کوهی یا پنبهٔ نسوز، عناصری مانند سیلیسیم، منیزیم و آهن وجود دارد. پنبهٔ کوهی در طبیعت به رنگ‌های سفید، قهوه‌ای و آبی به چشم می‌خورد. این ماده سرطان‌زا بوده و استفاده از آن در اروپا و آمریکا ممنوع است.
پنبهٔ نسوز نمونهٔ خوبی است از ماده‌ای که مولکول‌های غول‌پیکر یک‌بعدی را تشکیل می‌دهد. مولکول‌های حباب‌ساز پنبهٔ نسوز زنجیرهٔ درازی است از اتم‌ها، که ساختمان ریشه‌گون یک کانی نیز از همان ناشی می‌شود. این مولکول‌ها پهلو به پهلوی هم جای گرفته‌اند. بستگی آن‌ها به یکدیگر با نیروهای ضعیف کششی است.

## تاریخچه
حدود ۲۵۰۰ سال پیش از میلاد در فنلاند از پنبهٔ کوهی برای ساخت ظرف‌های گلی استفاده می‌شده‌است و در مقیاس محدود، از حدود ۲۰۰۰ سال قبل استفاده از پنبهٔ کوهی برای تهیهٔ لباس مرسوم بوده‌است. هرودوت (۴۵۰ سال پیش از میلاد) نقل می‌کند که چگونه رومیان مردگان خود را قبل از سوزاندن درون پارچه‌های بافته شده از پنبهٔ کوهی می‌پیچیدند تا بهتر بتوانند خاکستر مردهٔ خود را جمع‌آوری نمایند و این ماده را «آمیانتاژ» یعنی خلل‌ناپذیر، پلید نشدنی و فسادناپذیر می‌نامیدند. پنجاه سال پس از میلاد مشکلات مربوط به پنبهٔ کوهی و استفاده از ماسک‌های ویژه که از ورود غبار پنبهٔ کوهی جلوگیری می‌کرد مطرح بود. گفته می‌شود شارلمانی لباسی از پنبهٔ کوهی داشت که با پوشیدن آن از درون آتش عبور کرد و تطهیر شد و هیچ صدمه‌ای به او نرسید.
در سال ۳۰۰ قبل از میلاد ثئوفراستوس که از شاگردان ارسطو بود در کتاب خود به نام درباره سنگ‌ها به مادهٔ بدون نامی، شبیه چوب پوسیده اشاره کرده‌است که در اثر اختلاط با نفت می‌سوزد، بدون آن‌که آسیبی ببیند.
طبری در کتاب تاریخ شاهان و پیامبران می‌نویسد که خسرو پرویز دستاری داشت از جنس پنبهٔ کوهی که برای پاکیزه کردن، آن را در آتش می‌انداخت و نابود نمی‌شد.
در سال ۱۸۲۰ یک دانشمند ایتالیایی، برای نخستین بار لباس ضد آتش را با استفاده از الیاف پنبهٔ کوهی تولید کرد.
در اوایل قرن بیستم، یک مهندس اتریشی به نام لودویک هاچک از ترکیب الیاف این ماده با سیمان، موفق به اختراع سیمان نسوز شد، که با استقبال جهانی روبه‌رو گشت.
با آن‌که تاریخ استفاده از پنبهٔ کوهی و بیماری‌های ناشی از آن تقریباً هم‌زمان و متقارن بوده‌است اما اولین مورد بیماری «آزبستوسیس» که عامل آن الیاف پنبهٔ کوهی است یکصد سال پیش در انگلستان شناسایی شد. بیمار مردی بود که چهارده سال روی ماشین پنبه‌زنی کار کرده بود و در ۳۴ سالگی در بیمارستان درگذشت. در کالبدگشایی، تصلب بافت‌های شُش وی کاملاً آشکار بود، علاوه بر آن الیاف پنبهٔ کوهی درون شش‌ها قابل رویت بودند.

## کاربردهای پنبهٔ نسوز
کاربرد در صنعت:
- عامل افزایش مقاومت سیمان در لوله‌های سیمانی و قطعات پوششی سقفی.
- عامل افزایش دهندهٔ نقطهٔ اشتعال در منسوجات و محصولات کاغذی.
- عامل افزایش مقاومت لنت‌های ترمز و کلاچ در برابر سایش.

مهم‌ترین فراورده‌ها:
- محصولات سیمانی: شامل لوله‌های آزبست سیمانی، ناودانی و صفحه‌های ایرانیت، که در صنایع گوناگون به کار می‌روند.
- جامه‌های نسوز: لباس، جلیقه، نمدها و دیگر مواد نسوز.
- کاغذهای نسوز (آزبستی): از این نوع کاغذها به‌عنوان پوشش لوله‌ها و عایق‌های الکتریکی استفاده می‌کنند.
- مواد مالشی و حرارتی: صفحه کلاچ، لنت ترمز، انواع واشر و…
- به‌عنوان مادهٔ پرکننده: در آسفالت، رنگ شیمیایی، کاشی، پلاستیک.

در کشورهای در حال توسعه، به‌طور گسترده‌ای از لوله‌های آزبست سیمان استفاده می‌شود، به‌طوری‌که ۳۰ درصد لوله‌های انتقال آب شهری در هندوستان را شامل می‌شود و ۱۹ درصد از شبکهٔ آب‌رسانی کانادا نیز از جنس آزبست سیمان است.

## پنبهٔ کوهی و سلامت انسان
الیاف پنبهٔ کوهی می‌توانند به ذرات بسیار ریز و نامرئی تبدیل شوند. این ذرات نامرئی که قطر آن‌ها کمتر از ۰٫۵ میکرون است، در هنگام تنفس به اعماق شش نفوذ می‌کنند و برای همیشه در آن‌جا می‌مانند. با گذشت زمان این ذرات بر اثر تحریکات مداوم خود می‌توانند سبب بیماری‌های آزبستوز (Asbestosis)، سرطان ریه یا بیماری مزوتلیوما (Mesothelioma) شوند که همهٔ آن‌ها می‌توانند در نهایت به مرگ منتهی شوند.
بیماری‌های ناشی از استنشاق پنبهٔ کوهی:
- آزبستوز
- سرطان ریه
- مزوتلیوما
- سرطان حنجره

هنگام کار با پنبهٔ کوهی باید لباس‌های مخصوص پوشید.
پنبهٔ کوهی در طبیعت وجود دارد و می‌تواند وارد آب‌ها شود، مدارک علمی موجود بیانگر این واقعیت است که با وجود این که پنبهٔ کوهی در شبکه‌های آب‌رسانی وجود دارد، مخاطرات بهداشتی از آن مشاهده نمی‌شود و بررسی‌ها نشانگر آن هستند که میزان پنبهٔ کوهی موجود در آب آشامیدنی از نظر سلامتی زیان‌آور نیست.

## پنبهٔ کوهی و محیط زیست
الیاف پنبهٔ کوهی توسط استخراج از معدن، اره‌کشی، عملیات تخریب ساختمان‌هایی که در عایق‌بندی آن‌ها از پنبهٔ کوهی استفاده شده و به‌طور کلی تخریب هر فراوردهٔ دارای پنبهٔ کوهی به محیط زیست وارد می‌شوند. در شهرهای بزرگ یکی از مهم‌ترین راه‌های ورود پنبهٔ کوهی به هوا از طریق کلاچ خودرو است.
از دید تولیدکنندگان محصولات دارای پنبهٔ کوهی، از آن‌جا که صنعت تولید این ماده در مقایسه با محصولات جایگزینی که از پتروشیمی و استخراج فلزات به دست می‌آید، نیاز به انرژی کمتری دارد، این تولیدکنندگان دوستدار محیط زیست‌اند.

## ممنوعیت استفاده از پنبهٔ کوهی
به‌طور کلی در اروپا معتقدند که پنبهٔ کوهی سمی است و اثرات مخرب آن کاملاً شناسایی شده‌است.
در سال ۲۰۱۵ میلادی در جهان سالانه دو میلیون تن پنبهٔ کوهی استخراج می‌شد. بزرگ‌ترین تولیدکنندهٔ پنبهٔ کوهی روسیه است که حدود ۵۵٪ مصرف جهانی این ماده را تأمین می‌کند. پس از روسیه، چین با تولید ۲۰٪، برزیل ۱۵٪/۶، و قزاقستان با تولید ۱۰٪/۸ در تولید جهانی پنبهٔ کوهی مشارکت دارند.
در سال ۲۰۰۹ میلادی کانادا ۹٪ تولید جهانی این ماده را بر عهده داشت. ولی در اواخر سال ۲۰۱۱ فقط دو معدن در استان کبک این کشور در تولید پنبهٔ کوهی مشارکت داشتند که در سپتامبر ۲۰۱۲ دولت این استان فعالیت این دو معدن را هم متوقف کرد.
مصرف پنبهٔ کوهی از حدود سال ۱۹۸۰ میلادی در کشورهای صنعتی جهان به شدت کاهش پیدا کرده‌است. این در حالی است که در بسیاری از کشورهای در حال توسعه مصرف آن در حال افزایش است. در سال ۱۹۹۶ نخست‌وزیر فرانسه، فرمانی مبنی بر ممنوعیت استفاده از پنبهٔ کوهی صادر کرد. این فرمان شش ماده‌ای مقرر کرده بود که استفاده از پنبهٔ کوهی در کلیهٔ محصولات تا سال ۲۰۰۱ محدود و سپس به‌طور کامل قطع گردد تا از آلودگی زیست‌محیطی ناشی از این ماده جلوگیری گردد.

### در ایران
میزان آزبست در هوای تهران حدود ۳۰ تا ۵۰ برابر سایر شهرهای پاک دنیا است. در پاییز ۱۳۹۰ به‌منظور تعیین میزان آزبست مصرفی در لنت‌های ترمز موجود در بازار ایران شرکت کنترل کیفیت هوای تهران با همکاری دانشکدهٔ بهداشت دانشگاه تهران ۱۱ نوع لنت ترمز شامل ۶ نوع لنت داخلی و ۵ نوع لنت خارجی را مورد ارزیابی قرار دادند که نتایج همهٔ آزمایش‌ها مثبت بوده و همهٔ لنت‌های مورد آزمایش ۵ تا ۳۰ درصد دارای آزبست بودند.
طبق مصوبهٔ شورای عالی حفاظت محیط زیست در ۲ مرداد ۱۳۷۹، مصرف پنبهٔ کوهی در ایران از ۱ مرداد ۱۳۸۶ ممنوع شده‌است. در تبصرهٔ این مصوبه آمده‌است که در صورتی که پس از ۴۴ سال محرز شود که برای تولید لوله‌های آزبست سیمانی از نظر فنی، اقتصادی و زیست‌محیطی جایگزین مناسبی برای پنبهٔ کوهی یافت نشده‌است، این تصمیم در مورد لوله‌های آزبست سیمانی قابل تجدیدنظر خواهد بود. در تاریخ ۱ آذرماه ۱۳۹۰، سازمان حفاظت محیط زیست ایران استفاده از هرگونه آزبست را به‌طور کلی ممنوع اعلام کرد. همچنین بنابر این مصوبه از تاریخ ۱ شهریور ۱۳۹۱ واردات آزبست سفید هم ممنوع اعلام شد. این تصمیم طبق جلسهٔ مورخ ۱۷ مهرماه ۱۳۹۰ شورای عالی محیط زیست اعلام عمومی شده‌است.

## نکات ایمنی دربارهٔ آزبست
آزبست به خصوص زمانی خطرناک‌تر می‌شود که ترد و شکننده باشد. در این حالت به راحتی می‌تواند در فضا آزاد گردد. الیاف ریزتر می‌توانند برای مدّت زیادی در هوا باقی بمانند. آن‌ها سپس از راه دهان و بینی به کیسه‌های هوایی بسیار کوچک شش‌ها رفته و باعث بیماری می‌شوند. سالانه بیش از صد میلیون نفر در جهان در مواجهه با آزبست قرار می‌گیرند که بیش از صد هزار نفر از آن‌ها در هر سال جان خود را از دست می‌دهند. حتّی کارگرانی که با لباس‌های خود آزبست را به منزل ببرند ممکن است افراد خانوادهٔ خود به‌خصوص فرزندانشان را به بیماری مبتلا سازند.
راه اصلی:
- دستگاه تنفسی یا ریه‌ها (راه اصلی)

راه‌های فرعی:
- بلعیدن یا دستگاه گوارش
- پوست (برخی کارگران ساختمانی)

مواردی که خطر بیماری‌های مربوط به آزبست را افزایش می‌دهد:
- تنفس مقدار زیاد الیاف
- مدّت زمان طولانی مواجهه
- کشیدن سیگار
- سنّ پایین به خصوص کودکان

### مشاغل در معرض خطر
اگر در یکی از کارخانجات تولید محصولات آزبستی، معادن آزبست، ساخت و تعمیر لنت ترمز و کلاچ و کارهای ساختمانی کار می‌کنید یا اگر پلیس راهنمایی و رانندگی هستید باید بدانید که در معرض خطر آزبست قرار دارید.
زمانی بیشتر در مواجهه قرار می‌گیرید که:
- اطّلاعی از خطرات این ماده نداشته باشید.
- مواد دارای آزبست را نشناسید.
- از روش‌هایی که باعث کاهش خطر می‌شوند استفاده نکنید (به دلایلی مثل عجله یا خستگی).
- سیگار بکشید و در حین کار با آزبست غذا بخورید.

### راه‌های پیشگیری
بهترین راه پیشگیری قطع کامل مواجهه با آزبست است. این شرایط را طبق قانون باید کارفرما ایجاد کند؛ مثلاً از مادهٔ جایگزین آزبست استفاده کند، آن را محصور کند، از تهویهٔ موضعی استفاده کند و…؛ ولی در مواردی که مواجهه اجتناب‌ناپذیر است رعایت برخی اصول می‌تواند مفید باشد:
کارهایی که نباید انجام داد:
- انجام اعمال و روش‌هایی که باعث برخاستن گرد و غبار زیادی می‌شوند (مثل نظافت محل با جاروهای دستی، الک کردن آزبست و…)
- سیگار کشیدن چرا که خطر را نزدیک به ۳۰ برابر می‌کند.
- خوردن و آشامیدن در محل‌های کاری که آزبست وجود دارد.

کارهایی که باید انجام داد:
- پیش از شروع به کار از وجود آزبست در محل اطّلاع یابید.
- در صورتی‌که که کارفرما از وجود این ماده یا از خطرات آن آگاه نیست فوراً به او اطّلاع دهید.
- قبل از رفتن به منزل دوش بگیرید.
- از وسایل حفاظت فردی مناسب استفاده کنید.

### وسایل حفاظت فردی
تا زمان حذف آزبست از فرایند در صورت لزوم کارکنان باید از وسایل حفاظت فردی مثل ماسک‌های مخصوص استفاده کنند (به عنوان آخرین راه چاره یا به عنوان راهی مکمّل). البته استفاده از ماسک‌های معمولی پارچه‌ای یا بستن دستمال نمی‌تواند مفید واقع شود.
به خاطر داشته باشید:
- الیاف آزبست با چشم غیرمسلح دیده نمی‌شوند.
- نمی‌توان بوی الیاف آزبست را استنشاق کرد.
- علائم و بیماری‌های مربوط به آزبست چندین سال طول می‌کشد تا مشخص شوند.
- سیگار کشیدن خطرات مربوط به آزبست را چندین برابر افزایش می‌دهد.
- آزبست وقتی وارد هوا شود بسیار خطرناک می‌شود.
- طبق قانون، کارفرما موظّف به تأمین سلامتی کارگران خود است.

## جایگزین‌های آزبست
بهترین راه مقابله با خطرات آزبست حذف آن است. امّا از آن‌جا که این کار همیشه امکان‌پذیر نیست در نتیجه باید در بسیاری از موارد دست به جایگزینی یا جانشینی آن با مواد کم‌خطر زد. قبل از شروع، بهتر است در مورد کلمات جانشین و جایگزین که ممکن است ابهاماتی ایجاد کند صحبت شود. جانشین یا آلترناتیو همیشه موجود است و مبتنی بر ملاحظات فنی یا تجاری است. مثال آن جانشینی ورق‌های آزبست سیمان با ورقهای فلزی و پی‌وی‌سی یا جانشینی واشرهای آزبستی با واشرهای فلزی و واشرهای گرافیتی است؛ ولی جایگزینی به معنی تعویض مادهٔ خطرناک یک محصول با نوع کم‌خطر یا بی‌خطر است. به عنوان مثال جایگزینی الیاف آزبست با الیاف سلولزی در ورق‌های موج‌دار.
یک جایگزین یا جانشین باید ایمن‌تر از ماده‌ای باشد که می‌خواهیم آن را تعویض کنیم. گذشته از ملاحظات فنی و اقتصادی، از نظر بهداشتی سه معیار دوز، بعد و ماندگاری (مقاومت زیستی) از اصول مهم در تعیین یک مادهٔ جایگزین است. در مورد جایگزینی آزبست، الیاف باید کوتاه، ضخیم، و با ماندگاری اندک باشند. قطر الیاف نیز تعیین‌کنندهٔ هر دو عامل غلظت در هوا و قابلیت تنفس است و باید به عنوان یک مؤلفهٔ اساسی خطر ذاتی در نظر گرفته شود. ماندگاری الیاف، تعیین‌کنندهٔ دوام الیاف در ریه و بنابریان دوز یکپارچه در گذر زمان است. غبار آلودگی نیز به وسیلهٔ هردو پارامتر قطر و تمایل طبیعی به آزادسازی الیاف قابل تنفس تعیین می‌شود و بنابراین تأثیری چشمگیر بر پتانسیل مواجهه دارد.

### جایگزین‌های آزبست در صنایع آزبست سیمان و ساختمانی
در سال‌های اخیر در سطح جهانی بیشترین کاربرد آزبست را فراورده‌های آزبست سیمان تشکیل می‌دهد. (۹۰ درصد مصرف آزبست به محصولات آزبست – سیمان و ۷ درصد آن برای مواد اصطکاکی تعلق دارد) در ایالات متّحده، مصرف عمده در ترکیبات سقف (۶۲٪)، درزگیر (۲۲٪)، و محصولات اصطکاکی (۱۱٪)، مقادیر اندکی نیز برای مصرف در عایق و محصولات پارچه‌ای نسوز به‌کار گرفته می‌شود.
جایگزین‌های این مواد محدود به محصولاتی که به راحتی جایگزین آزبست می‌شوند نیست (مثل PVA و سلولز در ورقه‌های الیاف سیمان سقف) بلکه تعدادی از محصولات کاملاً مختلف وجود دارد که می‌توانند جایگزین آزبست شوند. عمده محصولات آزبست سیمان که برای آن جایگزین استفاده می‌شود یا مورد نیاز است ورق‌های موج‌دار (ایرانیت)، ورق مسطح و تیغه‌ها، لوله‌های فشار و محصولات قالب‌ریزی شدهٔ سیمانی است. معمولاً PVA و سلولز به عنوان جایگزین استفاده می‌شود، به ویژه برای ورق‌های مسطح و موج‌دار. الیاف دیگر مانند پلی اکریلونیتریل (PAN) یا فایبرگلاس نیز ممکن است مورد استفاده قرار گیرد. پلی‌پروپیلن برای برخی از استفاده‌ها مناسب است مثلاً استفاده از رشته‌های پلی‌پروپیلنی در برخی از ورقه‌های مسطح یا موج‌دار که کمتر استفاده می‌شود. الیاف سلولزی با کیفیت بالا دارای پتانسیل خوبی به عنوان یک محصول جایگزین است و خصوصیات استحکامی آن می‌تواند با افزایش بارگذاری آن نسبت به بارگذاری آزبست یا با اختلاط آن با برخی از الیاف مصنوعی مانند PVA به محصول افزایش یابد. اشکال واضح این حالت این است که مقاومت آن در برابر گرما نسبت به نوع محصول آزبست سیمان کمتر است و مانند دیگر الیاف آلی، بدون گسترش شعله می‌سوزد. به منظور غلبه بر این مشکل، میکا یا ولاستونیت می‌توانند به منظور افزایش مقاومت در برابر گرما اضافه شوند.
اگرچه رشته‌های جایگزین می‌توانند به منظور تقویت سیمان در ورق یا محصولات ورقه‌ای استفاده شوند، اما برای لوله‌های آزبست سیمان تحت فشار به دلیل الزامات مقاومت مشخص با استانداردهای ملی یا بین‌المللی توصیه نمی‌شود؛ بنابراین، در این موارد، از مواد دیگر از جمله، پلی‌وینیل کلراید غیر پلاستیکی (UPVC) و پلی‌اتیلن و چدن نشکن و پلاستیک تقویت شده با شیشه استفاده می‌شود.
برخی از موادی که می‌توانند به عنوان جایگزین در این صنایع استفاده شوند و تکنیک آن در ایران نیز موجود است استفاده از انواع الیاف طبیعی (الیاف نارگیل، الیاف سیسال، تفالهٔ نیشکر، کتان، رامی، شاهدانه، کنف، کاه، چوب و…) برای تقویت کامپوزیت‌های سیمانی) که موضوع جدیدی محسوب نمی‌شود و بیش از دو دهه است که تحقیقات در این زمینه در حال انجام است. در رابطه با این موضوع، تحقیقات و مطالعات متعددی در خصوص تأثیر کاربرد انواع الیاف طبیعی و اصلاح ویژگی‌های آن‌ها بر روی خواص فیزیکی، مکانیکی و دوام کامپوزیت‌های ساخته شده با این نوع الیاف انجام گردیده‌است.
مرکز تحقیقات ساختمان و مسکن ایران نیز تاکنون تعدادی پروژهٔ تحقیقاتی در این زمینه به انجام رسانده‌است و در این پروژه‌ها مطالعات آزمایشگاهی گسترده‌ای به منظور بررسی جایگزینی انواع الیاف طبیعی و مصنوعی برای تولید ورق‌های سیمانی غیر آزبستی صورت گرفته که نتایج آن در سطح آزمایشگاهی موفق بوده‌است؛ اما نکتهٔ مهم در خصوص استفاده از این نوع الیاف به منظور جایگزینی آزبست در مقیاس کارخانه‌ای تغییر خطوط تولید به دلیل نیاز به عملیات اصلاح جهت مناسب‌سازی خواص الیاف در تولید ورق‌های غیر آزبستی است که البته اقداماتی نیز در این رابطه از سوی معدودی از کارخانه‌های موجود در کشور انجام شده‌است.
تعدادی از جایگزین‌ها و جانشین‌های محصولات آزبستی در جدول زیر آمده‌است:
- مادهٔ آزبستی جایگزین
- ورقه‌های موج‌دار آزبست سیمان (ایرانیت) الیاف مصنوعی (پلی‌وینینل الکل، پلی‌پروپیلن)، و الیاف طبیعی سلولزی (تخته‌های چوبی، بامبو، سیسال، نیشکر و…)
- کاشی‌های میکرو کانکرت
- ورقه‌های فلزی گالوانیزه
- کاشی‌های رسی
- سنگ لوح
- کاشی‌های با پوشش فلزی (هاروی)
- کاشی سقف‌های آلومینیمی (کاشی دکرا)
- پلی‌پروپیلن قابل بازیافت و پلی‌پروپیلن فشرده
- آلومینیم با پوشش پلاستیک
- گالوانیزه با پوشش پلاستیک
- ورقه‌های آزبست تخت (سقفی، پارتیشن، سردر) سیمان الیاف با استفاده از الیاف سلولزی، الیاف مصنوعی، تخته‌های سقف گچی، سقف‌های پلی‌استایرن، قرنیز گچی، ورقه‌های با روکش فلزی، آجر نما، چارچوب‌های گالوانیزه‌ای با تخته پلاستر یا سیلیکات کلسیم
- تخته‌های چوبی مسطح

لوله‌های آزبست سیمان پرفشار:
- لولهٔ چدنی و آهنی، لولهٔ پلی‌اتیلنی پرفشار
- لولهٔ وینیل کلراید
- لولهٔ سیمانی تقویت شده با فولاد (در ابعاد بزرگ)
- لولهٔ پلی‌استر تقویت شده با شیشه

کم‌فشار:
- لولهٔ سیمان سلولز
- لولهٔ سیمانی سلولزی/الیاف PVA
- لوله‌های سفالی (رسی)
- لولهٔ پلی‌استر تقویت شده با شیشه
- لولهٔ سیمانی تقویت شده با فولاد (در ابعاد بزرگ)

تانک‌های ذخیرهٔ آب آزبست سیمان سلولز
- پلی‌اتیلن
- پشم شیشه
- فولاد
- آهن گالوانیزه
- سیمان با الیاف سلولزی-PVA
- آبروهای آزبست سیمان؛ باز (صنعت معدن) گالوانیزه
- آلومینیم
- PVC

### جایگزین‌های آزبست در صنایع تولید مواد مالشی (لنت، کلاچ و…)
سه محصول عمدهٔ اصطکاکی آزبستی وجود دارد: لنت‌های ترمز، پد یا لایهٔ ترمز و صفحه کلاچ. ترکیب محصولات حاوی آزبست پیچیده‌است که این به خاطر این است که بیش از چندین سال این محصولات تکامل یافته‌اند تا تحت نیروهای شدید و دمای بالا بدون خرابی کار کنند. یک لنت ترمز آزبستی معمول دارای بیش از ۴۰٪ آزبست کریزوتیل است و از بیش از ۲۰ نوع ترکیب دیگر تشکیل شده‌است که از جمله آن رزین‌های فنولیک است. جایگزین غالب برای کریزوتایل در محصولات اصطکاکی الیاف آرامید است، هر چند پان (PAN)، و برخی جایگزین‌های مواد نیمه‌فلزی مثلاً حاوی مس (معمولاً در ترکیب) دیسک‌های با مواد آلی (با الیاف شیشه‌ای، کربنی یا لاستیکی)، دیسک‌های سرامیکی و دیسک‌های با فلز کم، تیتانات پتاسیم و… نیز می‌توانند مورد استفاده قرار گیرند.
یکی از ترکیبات مشابه آرامید ترکیب کولار (Kevlar) یا پارا آرامید است که در ساخت لنت‌ها و دیسک‌ها کاربرد دارد. از این ماده به فراوانی برای ساخت بدنهٔ قایق‌های کوچک نیز استفاده می‌شود.
مثال‌های زیر نشان دهندهٔ ویژگی‌های نسبی فنی برخی از الیاف جایگزین است.
میزان استحکام:
- خوب: الیاف آرامید، الیاف کربن، پشم شیشه، P.V.A
- متوسط: الیاف سلولز، الیاف پلی‌پروپیلن، RCF، پشم‌های معدنی
- ضعیف: PTFE

مقاومت حرارتی:
- خوب: پشم‌های معدنی، RCF (دمای بالای ۴۰۰ درجهٔ سانتی‌گراد)
- متوسط: الیاف آرامید، پشم شیشه، PVA، الیاف پلی اکریلونیتریل

مقاومت شیمیایی:
- خوب: الیاف پلی بنزیمیدازول، الیاف پلی اکریلونیتریل، PTFE، الیاف کربنی، بسیاری از الیاف معدنی (نه محلول در اسیدها)
- متوسط: الیاف آرامید
- ضعیف: الیاف سلولزی

مواردی که باید در جایگزینی مواد غیر آزبستی با مواد آزبستی در صنایع لنت و دیسک مورد توجه قرار گیرد:
- هزینهٔ تکنولوژی و مواد محصولات غیر آزبستی خیلی بیشتر از نوع آزبستی نشود.
- فرایندهای مربوط به ساخت آن پیچیده نباشد.
- هزینهٔ محصول نهایی خیلی زیادتر از نوع آزبستی نشود.
- مادهٔ جایگزین کم‌خطرتر از مادهٔ آزبستی باشد.
- قدرت عملکرد مادهٔ جایگزین مناسب باشد یعنی ضریب اصطکاک، ثبات گرمایی، میزان فرسایش، قدرت یا استحکام مواد، تولید صدا، ساییدگی یا فرسایش دیسک، رسانایی گرمایی، و… مناسب باشد و در نتیجه ایمنی رانندگی نیز حفظ شود.
- نگرش مشتری به آن مثبت باشد؛ مثلاً برخی مشتری‌ها معتقدند که لنت‌های آزبستی سروصدا و غبار سیاه (کنار دیسک لنت) دارند و همچنین عمر کوتاهی دارند همچنین رانندگان در اصطلاح حس خوبی در ترمز گرفتن با این لنت‌ها ندارند.

دامنه‌ای از ترکیبات معمول که هم‌اکنون در تولید مواد اصطکاکی به کار می‌رود شامل موارد زیر است:
عملکرد مواد:
- اتصال‌دهندهٔ فنولیک، اپوکسی و… رزین
- استحکام مواد اصطکاکی فولاد، آرامید، پشم شیشه
- افزایش ضریب اصطکاک Cu,Cu-Zn,Fe,Al,Zn و… پودرهای فلزی
- پیشگیری از سوراخ‌های ریز در روتور گرافیت، MoS2,mica و… لیز کننده‌های جامد
- یکدستی و تمیزی سطح روتور Al2SO3,SiO2,MgO,Fe2O4 زبر کننده
- کاهش فرسایش در دمای پایین غبار Cashew، لاستیک و… پرکننده‌های آلی
- کاهش فرسایش در دمای بالا BaSO4, CaCO3, Ca(OH)2 پرکننده‌های غیر آلی

امروزه استفاده از الیاف آرامید با کمی الیاف فلزی مس یا فولاد یا در برخی مواد الیاف سرامیکی یا پشم شیشه از سایر موارد معمول‌تر است. نکتهٔ قابل توجه این است که تکنولوژی مواد غیر آزبستی مداوماً در حال بهبودی است. هم‌اکنون یک خط تولید بزرگ لنت‌های ترمز غیر آزبستی در ایران به تازگی مشغول کار شده‌است که به خاطر تکنولوژی وارداتی پیشرفتهٔ آن قیمت مناسبی نیز دارند. این تکنولوژی می‌تواند با گذر از مراحل خاصی در اختیار دیگر شرکت‌ها نیز قرار گیرد. برخی دیگر از شرکت‌های داخلی نیز قدرت تغییر خط تولید را دارند ولی به سبب هزینهٔ بیشتری که هم‌اکنون لنت‌های غیر آزبستی دارد به سمت آن نرفته‌اند و در صورتی‌که شرایط واردات اصلاح شود آن‌ها نیز قادر به تغییر خواهند بود. وجود باندهای ساخت لنت‌های تقلبی در این صنعت که احتمال این را دارد که فراورده‌های آزبستی را به جای غیر آزبستی به فروش رسانند. حتی برخی از این باندها نام و نشان تجاری شرکت‌های بزرگ تولیدی را روی محصولات خود می‌زنند که این مسئله را پیچیده‌تر می‌کند. با این همه هیچ دلیل فنی یا ایمنی وجود ندارد که بتواند از جایگزینی لنت‌ها و دیسک‌های آزبستی با نوع غیر آزبستی جلوگیری کند چه در خودروهای جدید و چه قدیمی‌تر. تجربهٔ کشورهای اروپایی، ژاپن و ایالات متحده نیز نشان داده‌است که حذف مواد آزبستی و جایگزینی آن‌ها امکان‌پذیر است. برای رسیدن به این هدف به شدت نیاز است که کنترل و نظارت بر واردات لنت و دیسک تقویت گردد تا تولیدکنندگان داخلی دچار زیان نشوند چراکه در بازار رقابتی لنت‌های ترمز آزبستی به علت ارزانی و برخی ویژگی‌های دیگر ممکن است پیروز شوند و در نتیجه تولیدکنندگان لنت غیر آزبستی به مشکل بخورند. در صورتی‌که در مورد این مسئله چاره‌ای اندیشیده نشود سازندگان داخلی به سرمایه‌گذاری در ساخت و جایگزینی محصولات غیر آزبستی تشویق نمی‌شوند و در نتیجه واردکنندگان به واردات لنت‌های آزبستی ادامه می‌دهند و سازندگان نیز به تولید محصولات آزبستی ادامه می‌دهند چراکه بازار آن وجود دارد.
مسئلهٔ دیگر جایگزینی لنت‌ها و دیسک‌ها در خودروهایی است که ذاتاً با تجهیزات آزبستی تطابق یافته و ساخته شده‌اند یعنی کارکرد خودرو با تعویض نوع غیر آزبستی با آزبستی تغییر نامناسب یا مناسب می‌کند. میزان این تغییر متفاوت است و در این مورد اطلاعات کافی در دسترس نیست. هر چند که این جایگزینی در بازار برخی کشورها یا در این خودروها نشان‌دهندهٔ مشکل محسوسی نیست. مسئلهٔ دیگر کنترل و نظارت نامناسب بر روی لنت‌های تولیدی و وارداتی است تا درصورتی‌که دارای آزبست باشند از ورود آن‌ها منع شوند.

### جایگزین آزبست در واشرها
واشرهای ساخته شده از الیاف فشرده آزبست (CAF) به‌طور گسترده‌ای در توربینها، کمپرسورها و موتور خودروها استفاده می‌شود. CAF از کریزوتایل متصل به پلیمرها (لاستیک طبیعی یا مصنوعی) تشکیل شده‌است. طیف گسترده‌ای از جایگزین‌ها در این مورد توسعه یافته‌اند یا در حال ساخت اند که از جمله فیبر یا الیاف آرامید است. موادی مثل پشم شیشه، به همراه فیلرهای معدنی یا فیبرهای شیشه‌ای با پرکننده معدنی مانند وولاستونیت، تالک و میکا نیز از این گونه‌اند. واشرهای نیمه فلزی و فلزی کامل نیز در دسترس هستند که با استفاده از مواد سابق مانند پلی تترافلوئورواتیلن یا تفلون (PTFE) و گرافیت ساخته می‌شوند. این امکان وجود دارد که به دلایل فنی واشرهای بدون آزبست عملکرد کمتری نسبت به همتایان حاوی آزبست داشته باشند ولی این مزیت وجود دارد که خطر آن برای سلامتی بسیار کمتر است. نمونه‌هایی از واشرهای حاوی آزبست را می‌توانید در شکل زیر می‌بینید.

### جایگزین‌های آزبست در کامپوزیت‌ها
آزبست و طیف وسیعی از دیگر الیاف در تولید عایق‌های گرمایی و کامپوزیت‌های ترموسیت (مقاوم در برابر حرارت) کاربردهای مهندسی بسیار مهمی دارند. با وجود این‌که در رقابت هیچ نوع فیبر دیگری همهٔ خواص آزبست را ندارد، جایگزین‌های متعددی به‌طور مستمر در حال توسعه و معرفی برای انواع مقاصد هستند. برخی از این موارد ممکن است حتّی در برخی اعمال، عملکرد بهتری نیز داشته باشند. آن‌ها عبارت‌اند از الیاف آرامید، پشم شیشه، الیاف کربنی، الیاف پنبه‌ای، الیاف آلی و الیاف معدنی مصنوعی (گاهی در ترکیب) و طیف وسیعی از مواد معدنی ذره‌ای پرکننده.

### جایگزین آزبست در صنعت منسوجات نسوز
الیاف مقاوم در برابر گرما که در لابه‌لای منسوجات بافته می‌شوند می‌توانند دمایی بین ۲۰۰ تا ۱۲۰۰ درجهٔ سانتی‌گراد را تحمل کنند و در برابر شرایط دشوار مانند ترشح فلز مذاب، جرقهٔ جوشکاری و شعلهٔ برهنه مقاومت داشته باشند. آن‌ها نیاز به مقاومت در برابر گرما و همچنین قدرت و انعطاف‌پذیری (و احتمالاً حجمی) برای ارائهٔ عایق حرارتی مناسب هستند. آزبست در وسط این محدوده و دمایی نزدیک به ۶۰۰ درجهٔ سانتی‌گراد را تحمل می‌کند. الیاف مقاوم دیگر می‌توانند در انتهاهای بالاتر مورد استفاده قرار گیرند و الیاف مصنوعی آلی در دماهای پایین‌تر استفاده می‌شوند. برای تلاقی با خواص حرارتی (و مقاومت در برابر مواد شیمیایی) مورد نیاز محصول، ترکیب‌های مختلف آلی، شیشه‌ای، الیاف مصنوعی و فلزی برای کاربردهای خاص توسعه یافته‌اند. پلی بنزیمیدازول نیز هم‌اکنون به خاطر مقاومت گرمایی مناسب (دمای ذوب ۷۶۰ درجهٔ سانتی‌گراد) و خاصیت غیر اشتعالی آن اغلب برای ساخت دستکش، طناب و منسوجات نسوز به کار گرفته می‌شود.

## خطرات جایگزین‌های پنبهٔ کوهی

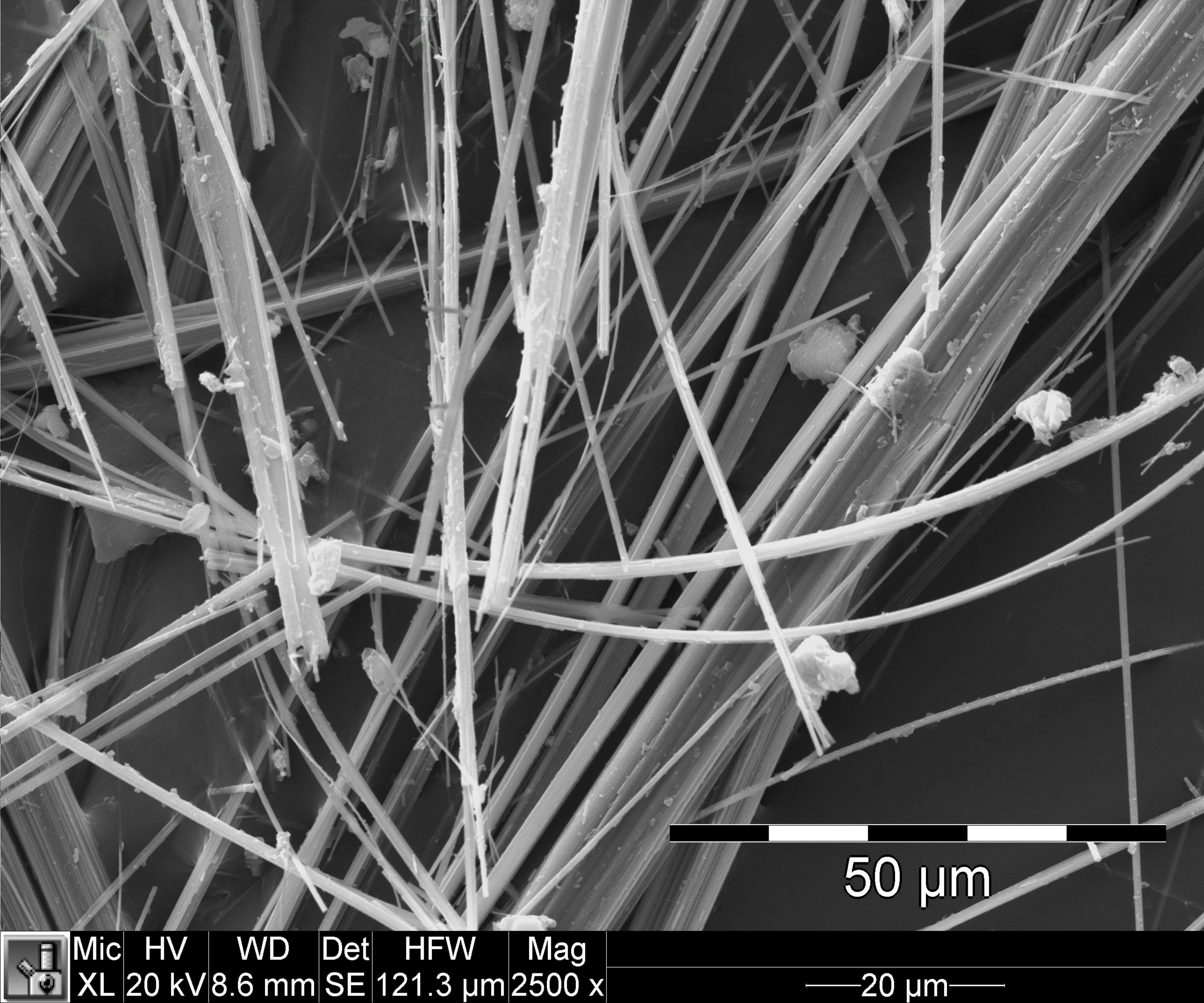
تصویر میکروسکوپ الکترونی از الیاف آزبست

طیف وسیعی از مواد الیافی با انواع خواص فیزیکی و شیمیایی برای استفاده به‌عنوان جایگزین آزبست در نظر گرفته شده‌اند و لازم است در مورد هر یک از الیاف جایگزین بالقوه قضاوت شود که آیا چنین جایگزینی در طول چرخهٔ عمر کامل محصول باعث افزایش ایمنی (و / یا مزایای دیگر) خواهد شد یا خیر. با توجه به این‌که ۳ عامل کلیدی دوز، اندازه و ابقای زیستی در خطرناک بودن الیاف مورد توجه‌اند در مورد مثال‌های زیر نیز این سه عامل توضیح داده می‌شود.

### الیاف پلی‌وینیل الکل (PVA)
استفادهٔ غالب از الیاف PVA در تقویت سیمان است. قطر این الیاف چنان است که، به عنوان تولید، آن‌ها بالاتر از حد تنفسی هستند و بسیاری از آن‌ها قابل استنشاق نخواهند بود. در زمان ارزیابی این ویژگی لازم است دانسیته دست پایین (حدود ۱٫۳) در مقایسه با الیاف مواد معدنی در نظر گرفته شود، به این معنی که حد تنفس برای این رشته در حدود ۷ میکرون است که بیش از ۳ میکرومتری خواهد شد که معمولاً برای مواد معدنی فرض می‌شود. با این وجود، الیاف تولید شده اغلب در محدوده ۱۰–۱۶ میکرون قطر است که کسر تنفسی آن کوچک خواهد شد. شواهدی وجود دارد که الیاف فیبریله نمی‌شوند و طبیعت این ماده نشان می‌دهد که یک مد شکستگی معمول دارد. علاوه بر این، بسیاری از ذرات مشاهده شده این ماده در اتمسفر بیش از حد کوتاه‌اند تا با معیار مورد توافق (WHO) نسبت ابعاد ۰۳:۰۱ تلاقی کنند و با این تعریف به عنوان الیاف شناخته نمی‌شوند. اگر چه اطلاعات چاپی سم‌شناسی در مورد PVA نسبتاً پراکنده‌اند امّا خطرات آن از آزبست بسیار کمتر گزارش شده‌است. استفاده نابجا یا نادرست از این ماده نیز خطرات زیادی ایجاد نمی‌کند.

### الیاف آرامید
الیاف آرامید در خط تولید مواد اصطکاکی، واشرها و مواد پرکننده استفاده می‌شود. آن‌ها عمدتاً قطر زیادی دارند (۱۰–۱۲ میکرومتر قطر را به عنوان ساخته شده) و در نتیجه بالاتر از حد قابل تنفس‌اند. در سطح الیاف فیبریل وجود دارد و می‌توانند در عملیات با یک انرژی بالا آزاد شوند. الیاف تحت فشار فیبریله نمی‌شوند اگر چه پتانسیل آزاد شدن قطعات فیبری با اِعمال نیروهای برشی وجود دارد. آزمایش‌های روی جانوران فیبروزیس را در پاسخ به دوز بالا نشان داده شده‌است، اما کیست «کراتینه شدهٔ پرولیفراتیو» مرتبط به‌طور کلی برای تماس با انسان در نظر گرفته نمی‌شود اما در موش‌ها تنها در سطوحی رخ می‌دهد که در آن مکانیسم کلیرانس ریوی به شدت مهار شده باشد (IARC, 1997a). بروز مزوتلیوما در موش‌های با تزریق داخل صفاقی فیبرهای کمتر از سطح معمول مثبت در نظر گرفته شد اما برخی از محققان ملاحظه کردند که یک اثر حاشیه‌ای نیز وجود دارد. در این رابطه این فیبر می‌تواند کم خطر تر از آزبست (کریزوتایل) در نظر گرفته شود که در آن در بدترین حالت یک ارتباط ضعیف با مزوتلیوما دیده شده‌است. فیبریل‌های این ماده در ریه به میزانی خیل سریع تر از کریزوتایل زیست تخریب پذیر گزارش شده‌اند (Searl 1994). از ساختار پلی آمیدی آن نیز انتظار نمی‌رود که در محیط باقی بماند. همانند مواد آلی الیاف این ماده خواهد سوخت، اما گسترش شعله و احتراق در غیاب حرارت ندارد. هنگامی که آن‌ها را بیش از حد گرم کنیم ممکن است باعث انتشار گازهای سمی‌شوند.
در حالت مساوی استفاده از این مواد باید در کاهش سطح مواجهه در مقایسه با آزبست کریزوتایل و فیبرهای منتشر شده کمتر سمی و کمتر ابقای زیستی خواهد داشت. استفاده در فضاهای محدود است که در آن محیط اکسیدکننده و منابع خارجی گرما وجود دارد، ممکن است نیاز به ملاحظه دقیق داشته باشد. کاهش پیش‌بینی شده در سطوح مطلق مواجهه در شکل صنعتی به‌دست آمده‌است. استفاده نادرست از مواد نصبی انتظار نمی‌رود که به مواجهات مهم منجر شود.

### الیاف سلولزی
این الیاف عمدتاً در تقویت سیمان استفاده می‌شود. الیاف سلولزی از انواعی از منابع طبیعی تولید می‌شوند و گزارش می‌شود که عمدتاً غیرقابل تنفس اند؛ هر چند مطالعات تجربی و بررسی‌های صنعتی برخی از پتانسیل‌های تولید الیاف قابل تنفس را نشان داده‌اند (اینگولد- یوبرساکس و گروبر، ۱۹۹۲). وسعت فیبریلاسیون نیز اثبات نشده‌است، اما هنوز به عنوان یک امکان وجود دارد. تجارب صنعتی نشان از خطر کمی برای این ماده را دارند. غبار چوب که اصولاً مواد آن با الیاف سلولزی یکسان است می‌تواند باعث سرطان بینی گردد. هرچند برای الیاف سلولزی هنوز شواهدی در دست نیست. شواهد تجربی نشان داده‌است که الیاف سلولزی است نسبت به آزبست کریزوتایل ابقای زیستی بیشتری در ریه موش دارد اما ابقای آن در محیط کوتاه است. این مواد قابل احتراق اند اما در کاربردهای مورد نظر ما به احتمال زیاد قابل اشتعال نمی‌باشد. تحقیقات تجربی نشان می‌دهد که هیچ مسمومیت‌های خاصی از محصولات احتراق این ماده ایجاد نمی‌گردد، هر چند تعامل با سایر اجزاء محصول نهایی باید در نظر گرفته شود.
ساختار درشت فیبر و تجربه طولانی در استفاده از آن نشان می‌دهد که در حالت مساوی جایگزینی فیبر سلولز با آزبست می‌تواند به کاهش مواجهه شغلی با الیاف منجر شود. در عمل نیز این این موضوع در صنعت تأیید می‌شود. استفاده نادرست می‌تواند باعث مواجهه بالاتر شود اما شواهد تجربی نشان می‌دهد که میزان آن از آزبست کمتر است. تحقیق در مورد ابقای زیستی در ریه و خطرات ناشی از آن می‌تواند یک اولویت باشد.

### وولاستونیت
وولاستونیت شکلی از ماده معدنی طبیعی یا مصنوعی حاصل از کلسیم سیلیکات است. این ماده به شکل بلوری است و می‌تواند به صورت ذرات سوزنی پس از خرد کردن وجود داشته باشد. فرم‌های فیبری را می‌توان از سنگ معدنی جدا کرد. در مقایسه با حد قابل تنفس برای الیاف مواد معدنی (۳ میکرومتر قطر) این ذرات عمدتاً درشت اند (قطر> ۳٫۵ میکرومتر). درصورتی که مواد بلوری اند محتاطانه‌است که فرض کنیم که فیبریلاسیون امکان‌پذیر است. گزارش‌های جداگانه‌ای از فیبروز ریه در کارگران معدن و کارگرانی که وولاستونیت را حمل می‌کنند وجود دارد و برخی از شواهد تجربی پتانسیل فیبروژنیک یا سخت‌کنندگی ریه را نشان می‌دهند. تمام این اطلاعات با آلودگی مواد طبیعی توسط کریستالین سیلیکا سازگارند هر چند این مطلب در تمام موارد تأیید نشده‌است. در دوز نسبتاً کم هیچ گونه سرطان ریه در حیوانات آزمایشی مشاهده نشده‌است، و تومورهای پلور با همراهی دوزهای بالای تزریق داخل صفاقی الیاف ریزتر ایجاد می‌گردند(IARC, 1997b). مطالعات روی حیوانات ابقای زیستی این ماده را نسبت به کریزوتایل بسیار پایین برآورد می‌کنند(,Belman Muhle، ۱۹۹۴)، و ابقای زیست‌محیطی آن انتظار می‌رود که کوتاه باشد، به خصوص در شرایط اسیدی. این ماده غیرقابل احتراق است.
استفاده از وولاستونیت به عنوان جایگزینی برای آزبست کریزوتایل اگر از لحاظ اندازه الیاف درشت تر باشد به‌طور بالقوه می‌تواند مواجهه با الیاف را کاهش دهد. با این حال انتظار می‌رود که فایده اصلی حاصل از این ماده در کاهش ابقای زیستی آن باشد که منجر به کاهش بار ریوی در مواجهات قابل مقایسه می‌شود. شاید به این دلیل وولاستونیت از کریزوتایل کمتر سمی است و هر چند استفاده نادرست از مواد نصب شده می‌تواند به مواجهات بالای گذرا شود، مواد ته‌نشین شده به سرعت از ریه پاک می‌شوند. عوامل مؤثر در مشخصه محصول، محدوده اندازه و آلودگی سیلیسی می‌باشد.
بر اساس ویژگی‌های ذاتی مواد مورد بحث، می‌توان قضاوت کرد که الیاف PVA، الیاف آرامید، الیاف سلولز و ولاستونیت کمتر از آزبست خطرناک‌اند. در مورد سایر جایگزین‌های معرفی شده نیز وضع به همین ترتیب است.

## مصرف‌کنندگان عمده
عمده‌ترین کشورهای مصرف‌کنندهٔ پنبهٔ کوهی در سال ۱۹۹۴ به ترتیب:
| - کشورهای همسود - چین | - ژاپن - برزیل | - تایلند - هندوستان | - کره جنوبی - ایران | - فرانسه - اندونزی | - مکزیک - کلمبیا | - اسپانیا - آمریکا |  |

## تاریخچه پنبهٔ کوهی در ایران
استفاده از پنبهٔ نسوز در ایران با فراز و نشیب‌هایی روبه‌رو بوده‌است.

### مصرف
ایران طی پنج دههٔ گذشته مصرف پنبهٔ کوهی خود را از حدود ۲۰–۱۰ هزار تن به ۶۰–۵۵ هزار تن در سال افزایش داده یعنی مصرف خود را حدوداً چهار برابر کرده‌است. حدود ۹۰ درصد از پنبهٔ کوهی وارداتی در کارخانه‌های آزبست-سیمان در محصولات سیمانی مانند لوله و ورق به کار گرفته می‌شود و حدود ۹–۷ درصد از آن در صنعت تولید لنت ترمز و کلاچ استفاده می‌شود. درصد بسیار جزئی از پنبهٔ کوهی وارداتی در مواردی چون تولید عایق حرارتی، واشرسازی و محصولات حاوی پنبهٔ کوهی به کار می‌رود.
اولین شواهد مصرف پنبهٔ کوهی صنعتی در ایران به قبل از جنگ جهانی دوم بازمی‌گردد که آلمانی‌ها از این ماده در ساختمان ایستگاه‌های راه‌آهن استفاده کردند. تولید محصولات آزبست سیمان در ایران به سال ۱۳۳۷ بازمی‌گردد که کارخانه‌ای در تهران آغاز به کار کرد و مهم‌ترین محصول آن ورقه‌های موج‌دار آزبست سیمان بود. این کارخانه که «ایرانیت» (Iranite) نام داشت از این نام برای محصول خود استفاده کرد و ورقه‌های آزبست موج‌دار از آن پس در ایران، ایرانیت نام گرفت این نام‌گذاری تا آن‌جا پیش رفت که پس از آن تمامی اشکال ورقه‌های موج‌دار حتی نوع پلاستیکی آن به همین نام شناخته می‌شوند.
اطلاعات به دست آمده نشان می‌دهد که واردات پنبهٔ کوهی ایران از دهه ۱۳۴۰ تاکنون حدوداً چهار برابر شده‌است. آخرین آمار واردات سالیانهٔ آزبست پیش از ممنوعیت کامل واردات آن بین ۵۵۰۰۰ تا ۶۰۰۰۰ تن آزبست خام است که بیش از نیمی از این مقدار از کشور روسیه تأمین شده‌است. برزیل، قزاقستان و کانادا دیگر تأمین کنندگان آزبست ایران هستند.

### تولید
ایران در برهه‌هایی از زمان پنبهٔ کوهی نیز تولید کرده‌است. یک معدن پنبهٔ کوهی در شرق ایران وجود دارد که از سال ۱۳۵۴ شروع به کار کرده و تا سال ۱۳۸۲؛ که به کار خود خاتمه داده‌است سالیانه حدود ۳۰۰۰ تن پنبهٔ کوهی تولید کرده‌است. پنبهٔ کوهی به عنوان مادهٔ اولیه در بیش از ۵۰ کارخانه و کارگاه در ایران به محصولات پنبهٔ کوهی تبدیل می‌شود. طی سالیان گذشته ۱۰ تا ۱۵ کارخانهٔ تولید آزبست-سیمان در ایران فعال بوده‌اند که در حال حاضر حدود ۵۰۰۰۰۰ تن محصولات حاوی پنبهٔ کوهی تولید می‌کنند. تعداد کارگرانی که در این کارخانه‌ها فعّالیت کرده‌اند بالغ بر ۵۰۰۰ نفر تخمین زده می‌شوند. حدود ۳۰ کارخانه و کارگاه تولید لنت ترمز و کلاچ نیز در ایران فعالیت می‌کنند که سالیانه حدود ۲۰۰۰۰ تن محصول تولید می‌کنند و تخمین زده می‌شود که حدود ۳۰۰۰ نفر در این صنعت مشغول به کار هستند.
اندازه‌گیری‌هایی که در برخی از این کارخانه‌ها و کارگاه‌ها انجام شده نشانگر این است که سطح پنبهٔ کوهی در هوای کارخانه در برخی قسمت‌ها چندین برابر حدّ مجاز است. بی‌توجّهی به نکات بهداشت حرفه‌ای و نبود نظارت کافی موجب شده‌است که غبار پنبهٔ کوهی همراه لباس کارگران به منزل برده شده و خانواده‌های آنان را نیز در معرض خطر قرار دهد.
در حالی که میزان استاندارد پنبهٔ کوهی در هوا، صفر و میزانی که سازمان بهداشت و محیط زیست برای آمریکا و اروپا ارائه داده، پنج صد هزارم فیبر بر میلی‌لیتر است، اندازه‌گیری این الیاف در هوای تهران، میزان آن را سه هزارم فیبر بر میلی‌لیتر نشان می‌دهد. این بدان معنا است هوایی که تهرانی‌ها تنفس می‌کنند، ۶۰ برابر اروپا و آمریکا پنبهٔ کوهی دارد. این میزان بالای آلایندگی در حالی است که میزان استاندارد پنبهٔ کوهی در هوای آزاد، صفر است.

### بیماری‌ها
سیستم ثبت سرطان ایران که تخمین زده می‌شود پوششی در حدود ۸۰ تا ۹۰ درصد داشته باشد، در سال ۱۳۸۴ تعداد ۵۵ مورد مزوتلیوما گزارش کرد. این سیستم همچنین ۱۷۶۴ مورد سرطان ریه (آدنوکارسینوم) در این سال گزارش کرده‌است. اگرچه اطلاعات دقیقی از شغل این افراد در دست نیست ولی ارتباط قوی بین مواجهه با پنبهٔ کوهی و مزوتلیوما، این فرضیه را که این افراد قربانیان مواجهه با پنبهٔ کوهی هستند به شدّت مطرح می‌کند.
اطّلاعات در خصوص سایر بیماری‌های ناشی از پنبهٔ کوهی مانند آزبستوسیس و بیماری‌های پلور ناشی از پنبهٔ کوهی نیز ناقص و دور از حدّ انتظار است، به گونه‌ای که طبق آمار وزارت بهداشت ایران طی سال‌های ۱۳۸۳ تا ۱۳۸۵ به ترتیب ۱۴۴، ۲۳۰ و ۱۰ مورد آزبستوسیس در کشور گزارش و ثبت شده‌است. آماری از بیماری پلور ناشی از مواجهه با پنبهٔ کوهی در دست نیست. با توجّه به تعداد زیاد کارگرانی که با پنبهٔ کوهی مواجهه دارند و غلظت بالای پنبهٔ کوهی در محیط‌های کاری آمار فوق بسیار تامّل‌برانگیز است. همهٔ این موارد نیاز جدّی به طراحی یک برنامه منظّم برای حذف پنبهٔ کوهی از محیط‌های کاری را نشان می‌دهد.

### مخالفان
پنبهٔ کوهی به عنوان یک آلایندهٔ محیطی نیز در ایران اهمیت دارد. میلیون‌ها نفر در شهرهای بزرگ در معرض این ماده قرار دارند. مطالعه‌ای که در سال ۱۳۸۶ برای اندازه‌گیری غلظت پنبهٔ کوهی در هوای تهران انجام شده‌است نشان می‌دهد که غلظت الیاف در برخی نقاط بین ۱/۰–۲/۰ f/ml است. با توجّه به رشد جمعیت و افزایش تعداد خودروها به نظر می‌رسد این وضعیت در آینده نامطلوب‌تر شود.
فعّالیت‌هایی که در سال‌های اخیر برای مقابله با مصرف پنبهٔ کوهی در آسیا و ایران انجام شده موفقیت چشمگیری به همراه نداشته‌است. علی‌رغم تعیین حدّ مجاز مواجهه با پنبهٔ کوهی در محیط کار، در بسیاری از کارخانجات مصرف‌کنندهٔ پنبهٔ کوهی، سطح تماس کارگران چندین برابر میزان مجاز است. اندازه‌گیری‌های محیطی از میزان پنبهٔ کوهی در هوای شهرهای بزرگ زنگ خطری است جهت چاره‌اندیشی برای عوارضی که ساکنان این شهرها به علت تماس با پنبهٔ کوهی در تمام طول عمر خود با آن مواجه خواهند شد.
فشارهای سیاسی و اقتصادی و مسائل کارگری فضا را جهت بحث و بررسی علمی پیرامون عوارض و خطرات مواجه با پنبهٔ کوهی و یافتن راهکاری مؤثر برای حل این مشکل تنگ کرده‌اند. بی‌توجّهی کارفرمایان، بی‌اطّلاعی کارگران، مقاومت صنایع همراه با بی‌توجّهی حکومت‌ها به عوارض درازمدت تماس با پنبهٔ کوهی همه و همه دست به دست هم داده‌اند تا این مشکل در کشورهای آسیایی مصرف‌کنندهٔ این ماده به صورت لاینحل باقی بماند.

### قوانین
البته قوانینی در ایران برای حفظ محیط زیست وضع شده‌است. از آن جمله می‌توان به دستوری اشاره کرد که توسط سازمان حفاظت محیط زیست در سال ۱۳۷۹ وضع شده که طبق آن به صنایع مصرف‌کنندهٔ پنبهٔ کوهی فرصت داده شده تا ظرف مدت ۷ سال مصرف این ماده را قطع کرده و از مواد دیگر به جای آن در تولیدات خود استفاده کنند. البته با وجود این که مهلت تعیین شده پایان یافته هیچ‌یک از صنایع مصرف‌کنندهٔ پنبهٔ کوهی اقدام جدّی در این خصوص انجام نداده‌اند. همچنین این دستور تأکید می‌کند که احداث هر واحد صنعتی که از پنبهٔ کوهی در تولیدات خود استفاده کنند ممنوع است.
مطابق قانون کار جمهوری اسلامی ایران، معاینات سالیانهٔ کارگران اجباری است اگر چه به نظر می‌رسد این معاینات برای درصد کمی از کارگران انجام می‌شود که عمدتاً شامل کارگرانی است که در صنایع بزرگ مشغول به کار هستند. با توجه به ناآشنایی پزشکان با مقولهٔ پزشکی کار و سلامت شغلی به نظر می‌رسد در کیفیت معاینات انجام شده نیز باید تامّل کرد. همین موضوع موجب شده که تعداد بیماری‌های شغلی گزارش شده بسیار کمتر از میزان واقعی آن باشد.
در سال ۱۳۷۷ وزارت بهداشت و درمان و آموزش پزشکی میزان ۲/۰ f/ml را به عنوان حدّ مجاز مواجهه با پنبهٔ کوهی تعریف کرده‌است. اگرچه وزارت بهداشت بر اندازه‌گیری آلاینده‌های هوا در محیط‌های کاری تأکید دارد ولی به علّت نبود توان کافی در نظارت، این امر به خوبی انجام نمی‌گیرد. در صنایع کوچک نیز نبود برنامه‌ریزی، نظارت و معاینه‌های ادواری موجب مواجههٔ کارگران این بخش شده‌است.

## نگارخانه

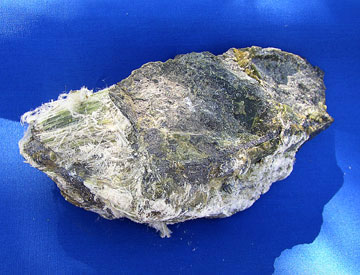
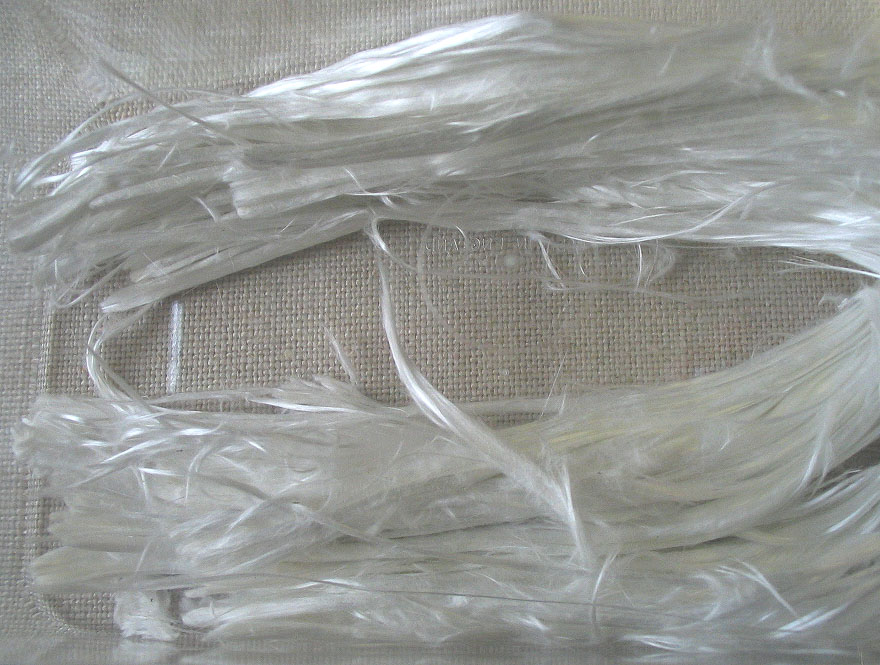
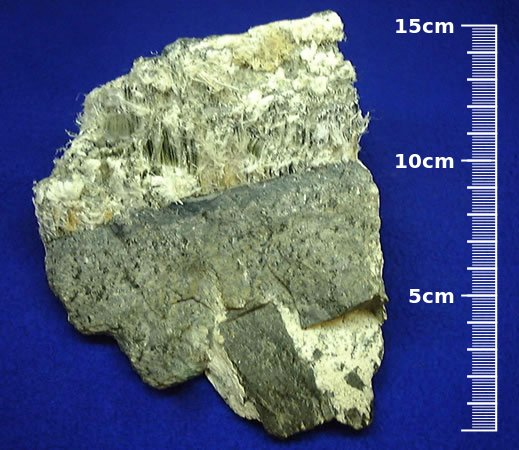
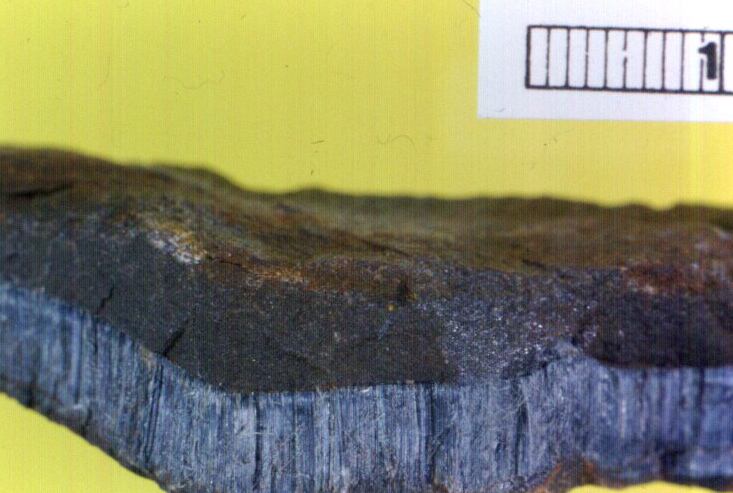
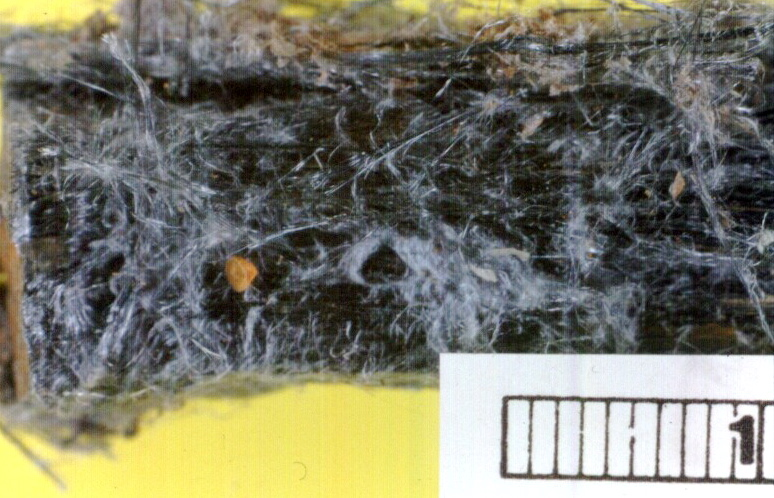